# Coryphosima vumbaensis
Coryphosima vumbaensis är en insektsart som beskrevs av Miller, N.C.E. 1949. Coryphosima vumbaensis ingår i släktet Coryphosima och familjen gräshoppor. Inga underarter finns listade i Catalogue of Life.